# Freie Volksbühne Danzig
Die Freie Volksbühne Danzig war ein Theaterverein in der Freien Stadt Danzig von etwa 1921 bis etwa 1933.

## Geschichte
Um 1921 wurde der Verein Freie Volksbühne in Danzig gegründet. Er wollte Theatervorstellungen zu niedrigen Eintrittspreisen für die Mitglieder möglich machen, wie andere Volksbühnen-Vereine auch. Die Sitzplätze wurden jeweils vorher ausgelost, ab 1926 mit einem modifizierten Rollsystem, in dem abwechselnd Plätze in der besseren und der schlechteren Hälfte verteilt wurden.
Das Repertoire wurde auf  Mitgliederversammlungen nach demokratischer Abstimmung ausgewählt.
Es wurden Theaterstücke von modernen und klassischen Autoren gezeigt, außerdem  Opern und Operetten.
Gespielt wurde anfangs in den Danziger Festsälen (Werftspeisehaus), danach meist im Stadttheater als Gast. Die Spieltage waren an einzelnen verschiedenen Tagen im Monat.
1922 gab es etwa 2500 Mitglieder, 1926 waren es etwa 5000. Das Büro war zuerst am Heveliusplatz 1/2 im Gewerkschaftshaus, ab etwa 1926 in der Jopengasse 59. Eine Zeitschrift Freie Volksbühne Danzig wurde von 1926 bis 1932 herausgegeben.
1929 fand der allgemeine deutsche Volksbühnentag in Danzig statt.
Wahrscheinlich 1933 wurde der Verein aufgelöst, nachdem im Stadtparlament veränderte Machtverhältnisse eingetreten waren.
1936 gab es eine Trauerfeier für die verstorbenen Mitbegründer Bruno Galleiske und Anna Sellin als eine letzte öffentliche Veranstaltung, in der auch der Geschichte des Vereins gedacht wurde.
Ein Archiv des Vereins ist wahrscheinlich nicht erhalten.

## Repertoire
Die Theatersaison begann im September/Oktober und endete im Sommer. Die Auswahl ist unvollständig.
1921/22
- Henrik Ibsen: Die Stützen der Gesellschaft[7]
- Anton Wildgans: Armut[8]
- Franz von Schönthan: Die goldene Eva, Lustspiel[9]
- Gerhart Hauptmann Der Biberpelz[10]
- Gioachino Rossini: Der Barbier von Sevilla, Oper
- Max Halbe: Jugend[11]
- Max Halbe Der Strom[12]
- Hans Sachs Schwänke [13]

1922/23
- Georg Kaiser: David und Goliath, Komödie[14]

1924/25
- Aimé Maillart: Das Glöckchen des Eremiten, Oper[15]
- Georg Kaiser: Kolportage, Komödie

1925/26
- Die Bohème, Oper[16]
- Adolphe Adam Der Postillon von Lonjumeau, Oper
- Sutton Vane: Outward Bound (Überfahrt)
- Adolph L’Arronge Doktor Klaus

1926/27
geplant waren
- Molière Der Geizige
- Friedrich Schiller Die Räuber
- William Shakespeare Sommernachtstraum
- Romain Rolland Spiel von Tod und Liebe
- Paul Raynal Grab des unbekannten Soldaten
- Arthur Schnitzler (?) Familientag
- Carl Maria von Weber Der Freischütz
- Giuseppe Verdi Ein Maskenball
- Giacomo Puccini Madame Butterfly
- Richard Wagner Das Rheingold
- Richard Wagner Siegfried
- Richard Wagner Götterdämmerung

1927/28
- Gerhart Hauptmann Einsame Menschen[18]
- Hermann Sudermann Die Schmetterlingsschlacht
- Bedřich Smetana Die verkaufte Braut, Oper
- Giuseppe Verdi Die Macht des Schicksals

## Persönlichkeiten
- Franz Arczynski (1886–1946), Leiter, sozialdemokratischer Abgeordneter
- Bruno Galleiske, Geschäftsführer, Regisseur[19]
- Carl Bückel, Regisseur 1921/1922
- Willibald Omankowski, Kulturjournalist

Die Schauspieler kamen meist vom Stadttheater.